# Quả bóng vàng FIFA
Quả bóng vàng FIFA (FIFA Ballon d'Or) là giải thưởng hợp nhất hai giải thưởng Cầu thủ xuất sắc nhất năm của FIFA và Quả bóng vàng châu Âu, dùng để vinh danh cho cầu thủ có thành tích cá nhân và tập thể xuất sắc nhất trong năm.
Kể từ năm 2016, giải thưởng hợp nhất này lại chia ra làm đôi, quay trở về hai giải tách biệt là Quả bóng vàng và Cầu thủ xuất sắc nhất năm của FIFA

## Hình ảnh

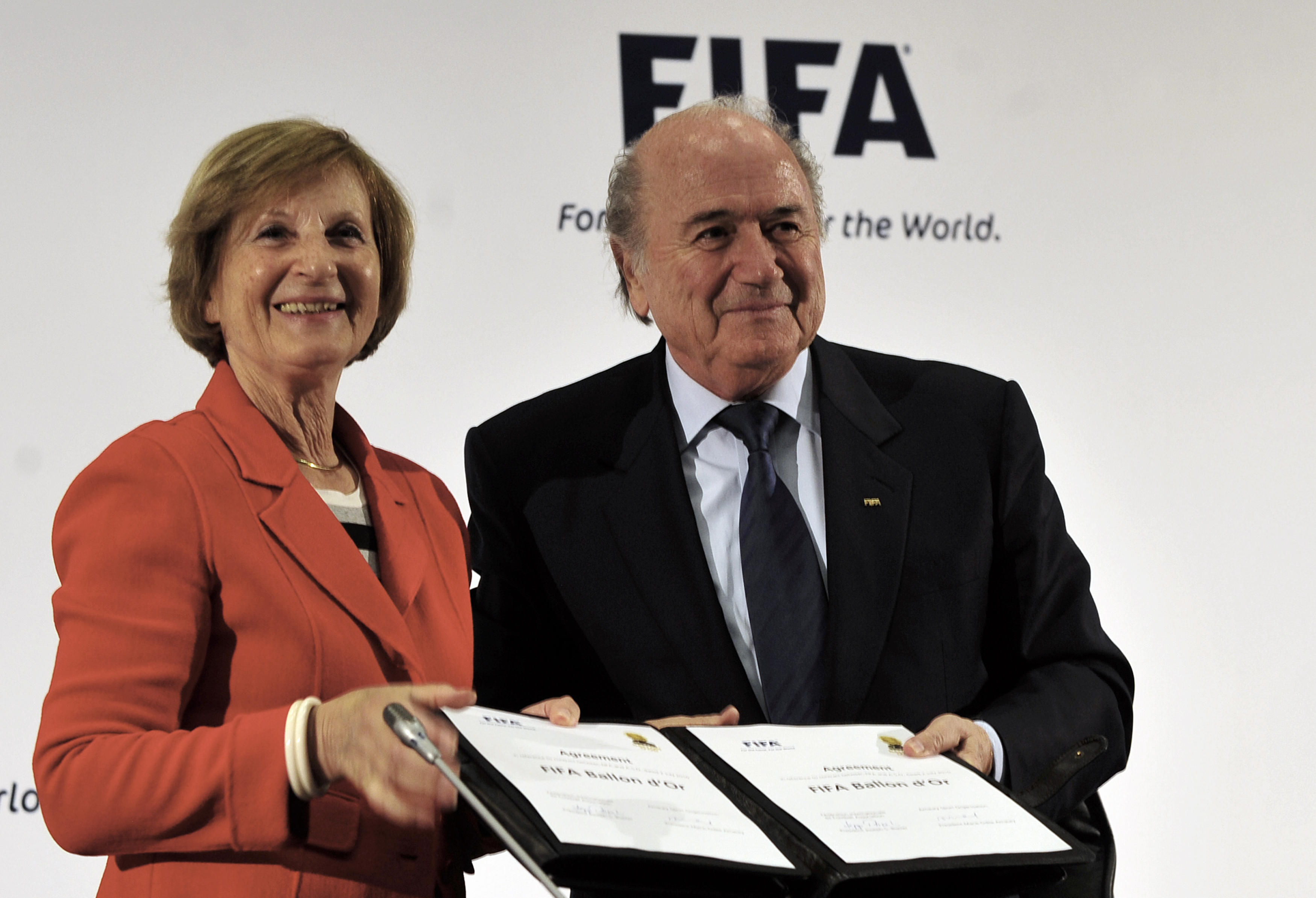
Ký kết quyết định ghép hai giải làm một
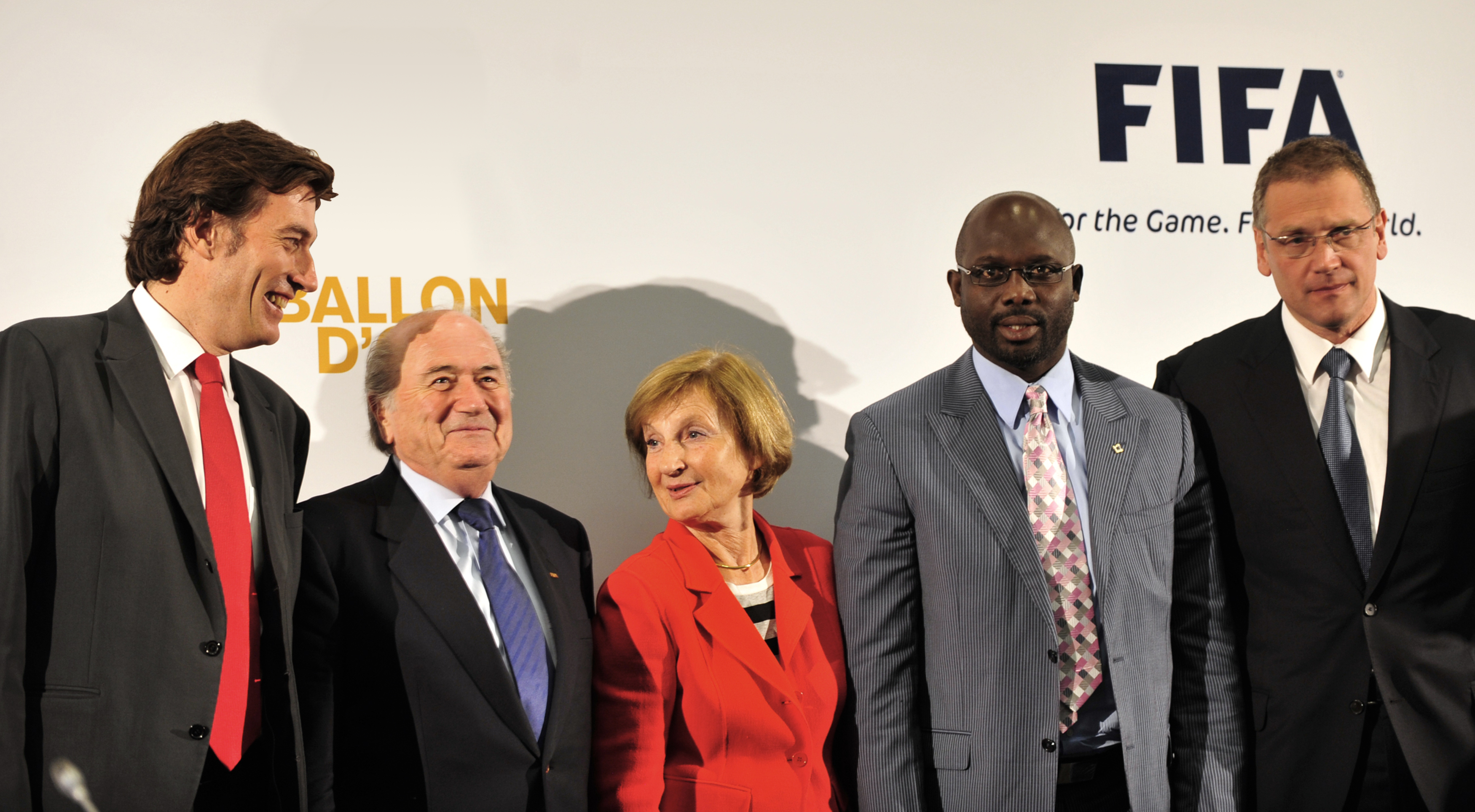
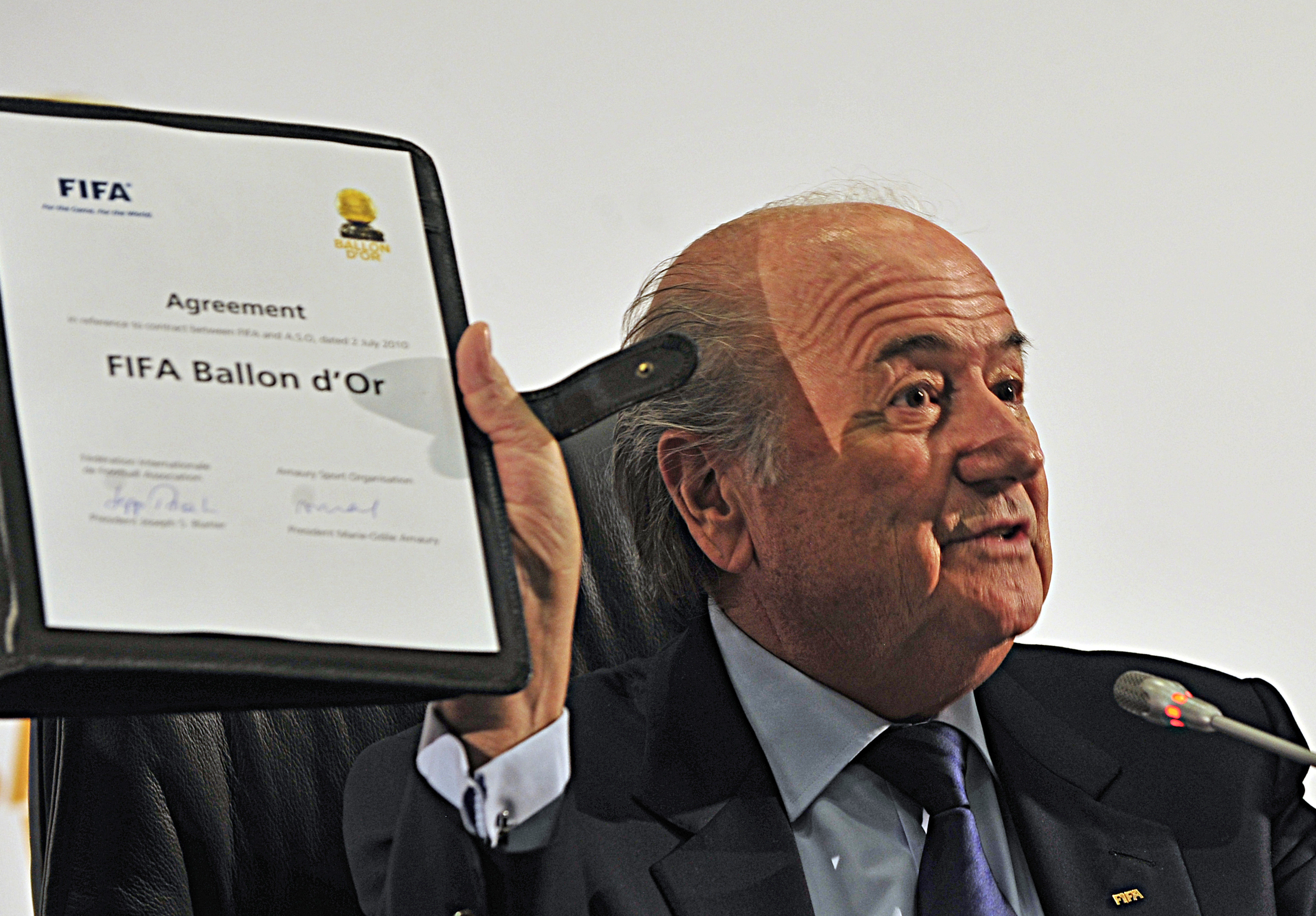
Cựu Chủ tịch FIFA Sepp Blatter giơ cao bản ký kết khởi tạo giải thưởng

## Nam
| Năm           | Hạng              | Cầu thủ     | Quốc tịch     | Câu lạc bộ | Điểm |
| ------------- | ----------------- | ----------- | ------------- | ---------- | ---- |
| 2010 Chi tiết |                   |             |               |            |      |
| 1             | Lionel Messi      | Argentina   | Barcelona     | 22.65%     |      |
| 2             | Andrés Iniesta    | Tây Ban Nha | Barcelona     | 17.36%     |      |
| 3             | Xavi              | Tây Ban Nha | Barcelona     | 16.48%     |      |
| 2011 Chi tiết |                   |             |               |            |      |
| 1             | Lionel Messi      | Argentina   | Barcelona     | 47.88%     |      |
| 2             | Cristiano Ronaldo | Bồ Đào Nha  | Real Madrid   | 21.60%     |      |
| 3             | Xavi              | Tây Ban Nha | Barcelona     | 9.23%      |      |
| 2012 Chi tiết |                   |             |               |            |      |
| 1             | Lionel Messi      | Argentina   | Barcelona     | 41.60%     |      |
| 2             | Cristiano Ronaldo | Bồ Đào Nha  | Real Madrid   | 23.68%     |      |
| 3             | Andrés Iniesta    | Tây Ban Nha | Barcelona     | 10.91%     |      |
| 2013 Chi tiết |                   |             |               |            |      |
| 1             | Cristiano Ronaldo | Bồ Đào Nha  | Real Madrid   | 27.99%     |      |
| 2             | Lionel Messi      | Argentina   | Barcelona     | 24.72%     |      |
| 3             | Franck Ribéry     | Pháp        | Bayern Munich | 23.36%     |      |
| 2014 Chi tiết |                   |             |               |            |      |
| 1             | Cristiano Ronaldo | Bồ Đào Nha  | Real Madrid   | 33.76%     |      |
| 2             | Lionel Messi      | Argentina   | Barcelona     | 15.76%     |      |
| 3             | Manuel Neuer      | Đức         | Bayern Munich | 15.72%     |      |
| 2015 Chi tiết |                   |             |               |            |      |
| 1             | Lionel Messi      | Argentina   | Barcelona     | 41.33%     |      |
| 2             | Cristiano Ronaldo | Bồ Đào Nha  | Real Madrid   | 27.76%     |      |
| 3             | Neymar            | Brasil      | Barcelona     | 7.86%      |      |

### Xếp hạng theo cầu thủ
|   | Cầu thủ           | Hạng 1                     | Hạng 2               | Hạng 3         |
| - | ----------------- | -------------------------- | -------------------- | -------------- |
| 1 | Lionel Messi      | 4 (2010, 2011, 2012, 2015) | 2 (2013, 2014)       | 0              |
| 2 | Cristiano Ronaldo | 2 (2013, 2014)             | 3 (2011, 2012, 2015) | 0              |
| 3 | Andrés Iniesta    | 0                          | 1 (2010)             | 1 (2012)       |
| 4 | Xavi              | 0                          | 0                    | 2 (2010, 2011) |
| 5 | Franck Ribéry     | 0                          | 0                    | 1 (2013)       |
| 5 | Manuel Neuer      | 0                          | 0                    | 1 (2014)       |
| 5 | Neymar            | 0                          | 0                    | 1 (2015)       |

### Xếp hạng theo quốc gia
Bảng xếp hạng cầu thủ thắng giải theo quốc tịch gốc (không phải quốc tịch của câu lạc bộ).
|   | Quốc gia    | Hạng 1                     | Hạng 2               | Hạng 3               |
| - | ----------- | -------------------------- | -------------------- | -------------------- |
| 1 | Argentina   | 4 (2010, 2011, 2012, 2015) | 2 (2013, 2014)       | 0                    |
| 2 | Bồ Đào Nha  | 2 (2013, 2014)             | 3 (2011, 2012, 2015) | 0                    |
| 3 | Tây Ban Nha | 0                          | 1 (2010)             | 3 (2010, 2011, 2012) |
| 4 | Pháp        | 0                          | 0                    | 1 (2013)             |
| 4 | Đức         | 0                          | 0                    | 1 (2014)             |
| 4 | Brasil      | 0                          | 0                    | 1 (2015)             |

### Xếp hạng theo câu lạc bộ
|   | Câu lạc bộ    | Hạng 1                     | Hạng 2               | Hạng 3                     |
| - | ------------- | -------------------------- | -------------------- | -------------------------- |
| 1 | Barcelona     | 4 (2010, 2011, 2012, 2015) | 3 (2010, 2013, 2014) | 4 (2010, 2011, 2012, 2015) |
| 2 | Real Madrid   | 2 (2013, 2014)             | 3 (2011, 2012, 2015) | 0                          |
| 3 | Bayern Munich | 0                          | 0                    | 2 (2013, 2014)             |

### 2010
Giải thưởng đầu tiên được trao cho cầu thủ xuất sắc nhất năm 2010, tổ chức vào ngày 10 tháng 1 năm 2011 tại Zürich, Thụy Sĩ. 3 cầu thủ lọt vào danh sách đề cử gồm: Lionel Messi, Andrés Iniesta, Xavi Hernandez.
Mặc dù có màn trình diễn gây thất vọng tại World Cup 2010 nhưng nhờ những đóng góp cho Barcelona, Messi đã là chủ nhân đầu tiên của Quả bóng vàng FIFA.

### 2013
Lễ trao giải Quả bóng vàng FIFA 2013 được tổ chức tại nhà hát Kongresshaus ở thành phố Zurich, Thụy Sĩ ngày 13 tháng 1 năm 2014. Buổi lễ kéo dài trong thời gian 90 phút với sự tham dự của 1100 khách mời và 2 người dẫn chương trình là cựu danh thủ Hà Lan Ruud Gullit và siêu mẫu Fernanda Lima của Brasil
Cuối cùng, sau khi tổng hợp phiếu bầu đến từ 184 huấn luyện viên đội tuyển quốc gia, 184 đội trưởng đội tuyển quốc gia và 173 nhà báo đại diện cho các quốc gia thì Cristiano Ronaldo (CR7) đã chiến thắng với 1365 điểm vượt qua Lionel Messi và Franck Ribéry với số điểm lần lượt là 1205 và 1127.

## Nữ
| Năm           | Hạng             | Cầu thủ  | Quốc tịch              | Câu lạc bộ |
| ------------- | ---------------- | -------- | ---------------------- | ---------- |
| 2010 Chi tiết |                  |          |                        |            |
| 1             | Marta            | Brasil   | FC Gold Pride          |            |
| 2             | Fatmire Bajramaj | Đức      | Turbine Potsdam        |            |
| 3             | Birgit Prinz     | Đức      | Frankfurt              |            |
| 2011 Chi tiết |                  |          |                        |            |
| 1             | Sawa Homare      | Nhật Bản | INAC Leonessa          |            |
| 2             | Marta            | Brasil   | Western New York Flash |            |
| 3             | Abby Wambach     | Hoa Kỳ   | magicJack              |            |
| 2012 Chi tiết |                  |          |                        |            |
| 1             | Abby Wambach     | Hoa Kỳ   | Western New York Flash |            |
| 2             | Marta            | Brasil   | Tyresö FF              |            |
| 3             | Alex Morgan      | Hoa Kỳ   | Seattle Sounders       |            |
| 2013 Chi tiết |                  |          |                        |            |
| 1             | Nadine Angerer   | Đức      | Brisbane Roar FC       |            |
| 2             | Abby Wambach     | Hoa Kỳ   | Western New York Flash |            |
| 3             | Marta            | Brasil   | Tyresö FF              |            |
| 2014 Chi tiết |                  |          |                        |            |
| 1             | Nadine Keßler    | Đức      | VfL Wolfsburg          |            |
| 2             | Marta            | Brasil   | Tyresö FF              |            |
| 3             | Abby Wambach     | Hoa Kỳ   | Western New York Flash |            |
| 2015 Chi tiết |                  |          |                        |            |
| 1             | Carli Lloyd      | Hoa Kỳ   | Houston Dash           |            |
| 2             | Miyama Aya       | Nhật Bản | Okayama Yunogo Belle   |            |
| 3             | Célia Šašić      | Đức      | FFC Frankfurt          |            |